# Sachsen (Schiff, 2004)
Die Fregatte Sachsen (F 219) ist das Typschiff der Luftverteidigungsfregatten der Sachsen-Klasse der Deutschen Marine. Die Klasse dient als Nachfolger für die Zerstörer der Lütjens-Klasse.

## Geschichte
Durch den Bund wurde im Juni 1993 ein Studienauftrag zur Definition der neuen Schiffsklasse vergeben. 1996 wurde ein Auftrag über drei Fregatten an die Arbeitsgemeinschaft ARGE F124 als Generalunternehmer erteilt. Am 28. August 2001 fand die erste Werfterprobungsfahrt statt und im Oktober 2001 wurde die Sachsen mit ihrer zukünftigen Besatzung nach Wilhelmshaven verlegt und unter Werftflagge weiter erprobt. Am 31. Oktober 2002 erfolgte die Übergabe der Fregatte an das Bundesamt für Wehrtechnik und Beschaffung. Im November 2004 wurde die Sachsen mit Heimathafen Wilhelmshaven in Dienst gestellt.
Am 21. Juni 2018 kam es bei einem gemeinsamen Übungsschießen mit der Fregatte Lübeck in einem norwegischen Test- und Übungsgebiet zu einer Fehlfunktion („Hangfire“) eines Flugkörpers Typ Standard Missile SM-2: Dabei verblieb der Antrieb einer Flugabwehrrakete nach der Zündung im Starter und brannte ab. Der ausgestoßene Sprengkopf des Lenkflugkörpers blieb auf dem Deck liegen und wurde von der Besatzung im Meer versenkt. Der Entstehungsbrand konnte gelöscht werden, zwei Soldaten erlitten einen Schock. Beide Schiffe liefen am Morgen des 22. Juni in den norwegischen Hafen Harstad ein, um den Umfang der notwendigen Reparaturen abzuschätzen. Neben oberflächlichen Schäden am Brückenhaus wurde durch den Brand die Mark-41-Senkrechtstartanlage (Mk 41 VLS) irreparabel beschädigt. Aufgrund dessen konnte die Sachsen ihre Hauptbewaffnung nicht mehr nutzen, bis das System bei einem Werftaufenthalt im Dezember 2023 ausgetauscht wurde. Bei dem Austausch soll die 7,6 Meter tiefe sogenannte Strike-Variante des Mk 41 VLS eingebaut worden sein, womit die Sachsen seitdem gegenüber den anderen beiden Schiffen der Sachsen-Klasse potentiell auch größere Flugkörper wie die Standard Missile SM-3 oder den Marschflugkörper Tomahawk verschießen könnte.
Im Juni 2022 wurde auf der Sachsen ein Laserwaffen-Demonstrator auf einem Seecontainer eingerüstet, der für Erprobungen durch die Unternehmen MBDA Deutschland und Rheinmetall verwendet wurde. Die Energie des Lasers konnte auf bis zu 100 kW skaliert werden. Im Rahmen einer rund einjährigen Testkampagne wurden Bekämpfungsvorgänge gegen Luft- und Seeziele demonstriert. Im Mai 2023 wurde die Erprobung als abgeschlossen gemeldet.

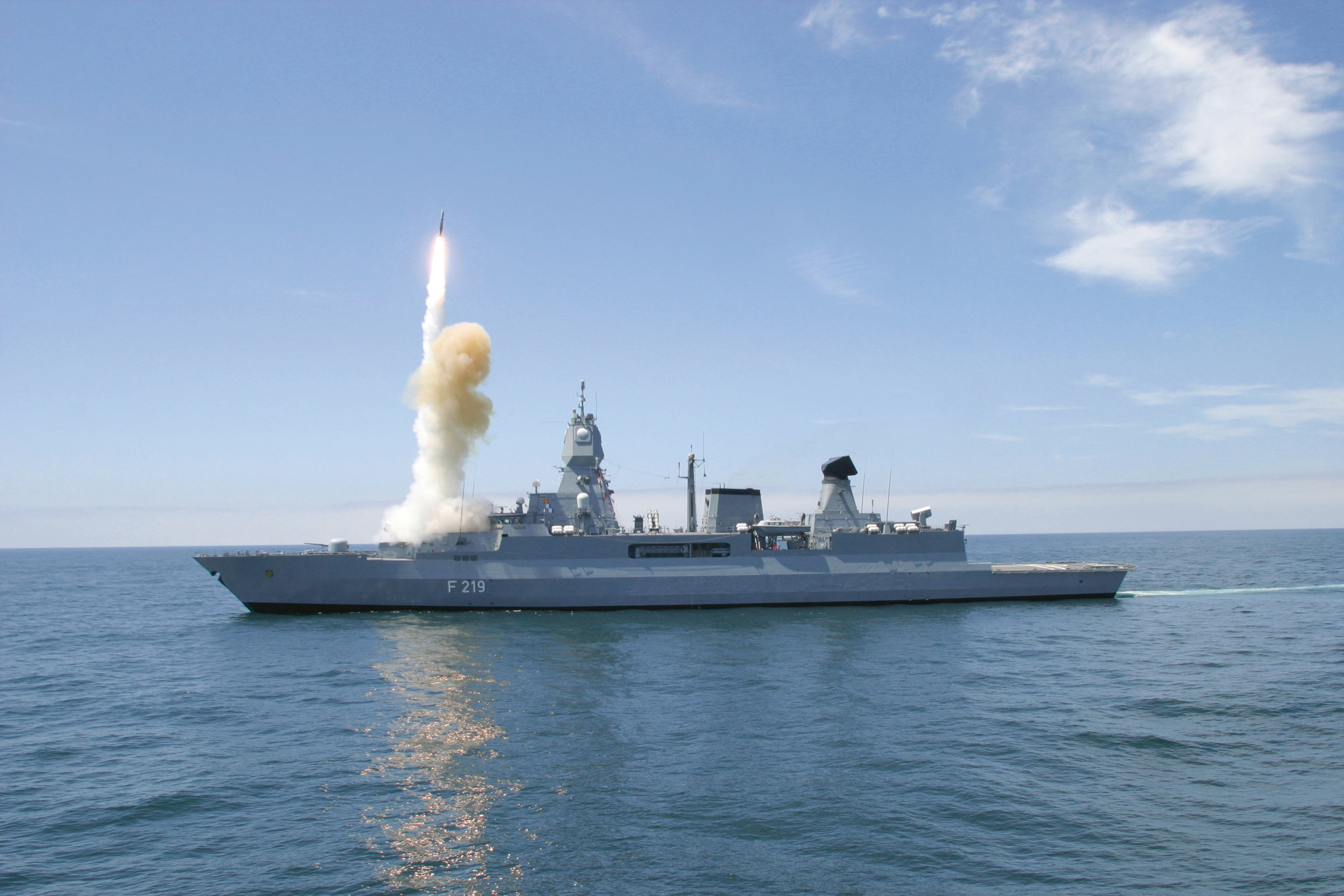
Die Sachsen beim Verschießen eines Flugkörpers vom Typ SM-2 (2004)
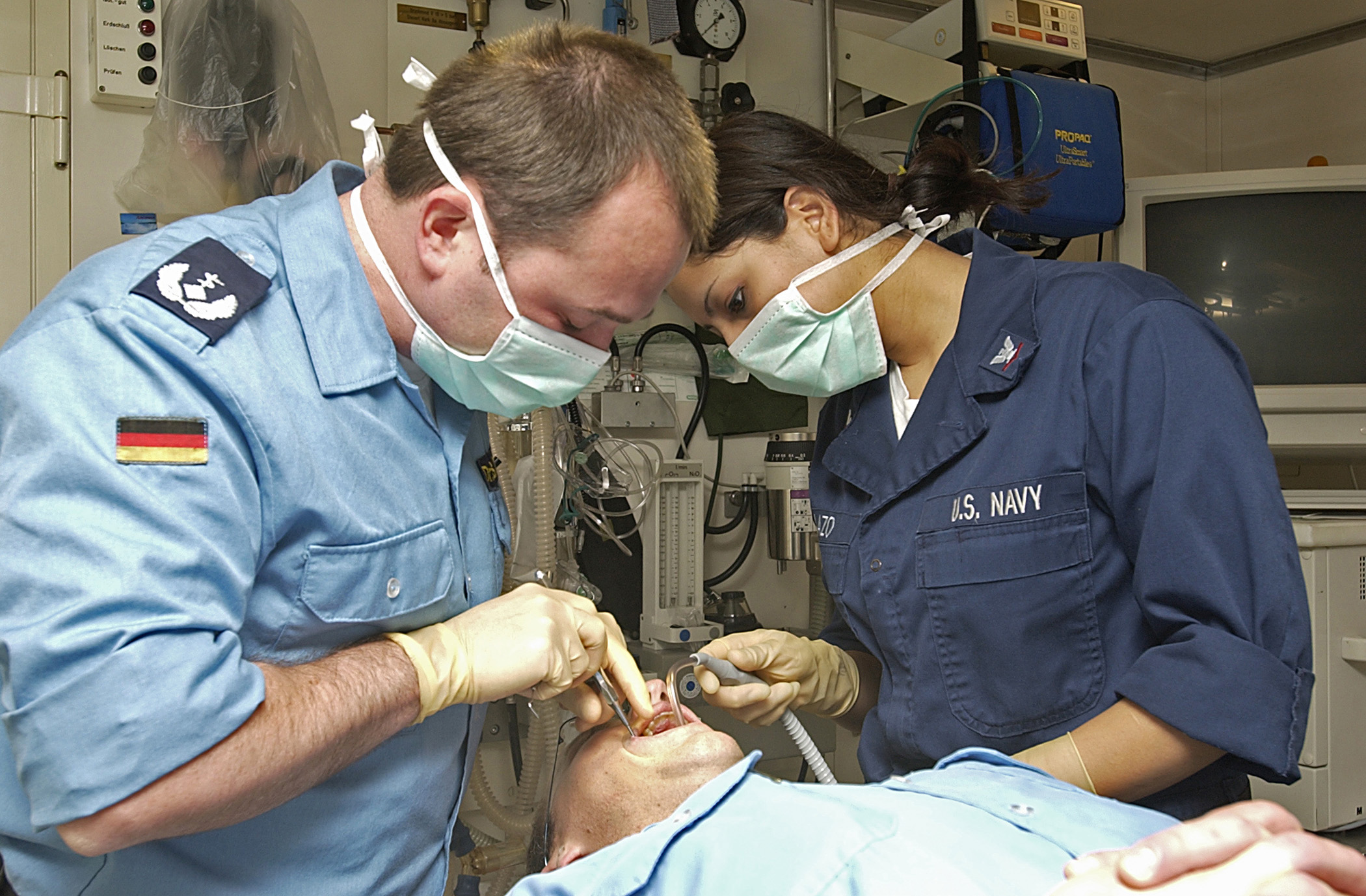
Zahnärztliche Behandlung durch einen Oberstabsarzt der Luftwaffe an Bord der Fregatte Sachsen

## Einsätze
- 2007 gehörte das Schiff der Standing NATO Maritime Group 1 an.
- Im Juli 2012 lief die Sachsen zu einem Einsatz im Rahmen der Operation Atalanta zur Bekämpfung der Piraterie vor der Küste Somalias aus.[8]
- Vom 26. August 2013 bis zum 14. Dezember 2013 nahm die Sachsen an der Standing NATO Maritime Group 2 teil.[9]
- Am 12. Dezember 2016 lief die Sachsen aus, um die niederländische Fregatte De Ruyter in der Standing Nato Maritime Group 2 abzulösen. Sie diente dabei dem Kommandeur Flottillenadmiral Axel Deertz als Flaggschiff.[10][11] Am ersten Aprilwochenende wurde sie wiederum von der Fregatte Brandenburg als Flaggschiff abgelöst.[12] Auf dem Rückweg war die Sachsen noch einige Tage in die Seeraumüberwachungsoperation Sea Guardian der NATO eingebunden.
- Am 5. Januar 2018 lief die Fregatte Sachsen zum Einsatz EUNAVFOR MED im Mittelmeer aus. Sie löste dort die Fregatte Mecklenburg-Vorpommern ab.[13] Am 11. Mai 2018 kehrte die Sachsen nach 120 Einsatztagen in ihren Heimathafen zurück. Sie rettete im Laufe dieses Einsatzes 403 Menschen aus Seenot und legte insgesamt über 20.000 Seemeilen zurück.[14]

## Kommandanten
| Nr | Name                                | Beginn der Amtszeit | Ende der Amtszeit |
| -- | ----------------------------------- | ------------------- | ----------------- |
| 1. | Fregattenkapitän Volker Buller      | 2001                | 2005              |
| 2. | Fregattenkapitän Hardy Hübener      | 2005                | 1. Juli 2008      |
| 3. | Fregattenkapitän Markus Nolte       | 1. Juli 2008        | 4. Oktober 2011   |
| 4. | Fregattenkapitän Andreas Krug       | 4. Oktober 2011     | 23. August 2013   |
| 5. | Fregattenkapitän Jörg Maier         | 23. August 2013     | 1. April 2016     |
| 6. | Fregattenkapitän Ole Paffenholz     | 1. April 2016       | 11. August 2017   |
| 7. | Fregattenkapitän Mirko Wilcken      | 11. August 2017     | 24. Oktober 2019  |
| 8. | Fregattenkapitän Philipp Vögtle     | 24. Oktober 2019    | 8. Juli 2022      |
| 9. | Fregattenkapitän Thomas Liebert     | 8. Juli 2022        | 5. April 2024     |
| 9. | Fregattenkapitän Wolfgang Eckmüller | 5. April 2024       |                   |